# برغر جيلدنهويز
برغر جيلدنهويز (بالإنجليزية: Burger Geldenhuys)‏ هو لاعب اتحاد الرغبي جنوب أفريقي، ولد في 1956.